# Oudendijk (Noord-Brabant)
Oudendijk is een buurtschap die is gelegen in het Land van Heusden en Altena. Oudendijk grenst tevens aan de rivier de Merwede en provincie Zuid-Holland. De bewoning concentreert zich om de straat Oudendijk. De bebouwing kan getypeerd worden als typische lintbebouwing, zoals veel andere plaatsen in het Land van Heusden en Altena. In 2012 telde Oudendijk 420 inwoners. Oudendijk valt voor de postadressen onder de stad Woudrichem.

## Geschiedenis
Oudendijk behoort al sinds de vijftiende eeuw tot de jurisdictie van de stad Woudrichem. De bewoning van Oudendijk concentreert zich langs een oude dijk, die is opgeworpen na de Sint-Elisabethsvloed van 1421.
Vermoedelijk woonden er voor de Sint-Elisabethsvloed ook al mensen in de directe omgeving van de buurtschap. In de buurt van het schanswiel ligt een ruïne van kasteel Wielensteyn. Het kasteel zelf wordt genoemd in charter van Philips van Bourgondië uit 1465 aangaande de aanleg van de dijk aan de Merwede en de Kornse Dijk:
…bij onsen consente werd er een dijckaidze aangeleet ende gemaeckt, beginnende in den lande van Althena aen den Woldrichemmer dijck bij der galgen aff te gaen over dat gat tot in den ambocht van Sleewijck, van dannen voert die Merwede langes tot Werckendamme ende alsoo totter Wercken toe ende voirt tot Wielensteyn ende van danen ten Doornschen gate toe ende alsoo voort over die Koorn aen die Dussen ende van danen sluytende aen heere Dircks verlaet van der Merweden.
In een sloot achter de boerderij aan de Oudendijk zitten nog resten van een groot formaat baksteen in de grond. Aan de overkant van de sloot is nog een duidelijke ophoging te zien.
Tot misschien wel 40 jaar geleden woonden er voornamelijk autochtonen en was het een buurtschap met overwegend agrarische bewoners. De laatste twintig jaar hebben zich steeds meer "niet-Oudendijkers" gevestigd. Door de komst van steeds meer randstedelingen is het agrarische karakter wat meer naar de achtergrond verdwenen. Van alle boerenbedrijven die er vroeger waren is nog maar een melkveehouderij actief. De lintbebouwing wordt nu meer bevolkt door mensen die houden van het landelijke karakter maar toch dicht bij de bewoonde wereld (Woudrichem en Sleeuwijk) willen wonen.

## Algemeen
Oudendijk is gelegen tussen Woudrichem en Sleeuwijk aan de Merwede, recht tegenover Gorinchem. De voetveren van Sleeuwijk en Woudrichem naar Gorinchem bevinden zich dichtbij. Oudendijk heeft één bushalte die de buurtschap verbindt met Gorinchem en 's-Hertogenbosch middels lijn 121.
Kenmerkend voor Oudendijk is ook het verenigingsleven. Oranjevereniging "Wilhelmina" organiseert om de vijf jaar een één week durend buurtfeest waarbij Oudendijk in verschillende 'dorpen' wordt verdeeld. Elk 'dorp' verzint een thema voor het feest, compleet met versiering van de straat, de huizen van de bewoners en de tuin. Dit blijft niet bij een paar lampjes met vlaggen, maar complete bouwwerken sieren de voortuin. Bijvoorbeeld een filmset, een zwembad of een raceauto. Elke avond is er tijdens het buurtfeest in een ander 'dorp' een feestavond.
Oudendijk begint aan de Merwededijk. De stoep af naar beneden is Oudendijk, buitendijks ligt het natuurgebied de Groesplaat, eigendom van het Brabants Landschap, maar vrij toegankelijk voor dagrecreanten. Via de Groesplaat kom je bij het Oudendijkse strand.
Hoofdplaats: Almkerk
Stad: Woudrichem      
Dorpen: Andel · Babyloniënbroek · Drongelen · Dussen · Eethen · Genderen · Giessen · Hank · Meeuwen · Nieuwendijk · Rijswijk · Sleeuwijk · Uitwijk · Veen · Waardhuizen · Werkendam · Wijk en Aalburg

Buurtschappen: Bronkhorst · Buurtje · De Baan · De Hoef · Duizend Morgen · Eng · Hill · Hoekeinde · Keizersveer · Kerkeinde · Kievitswaard · Kille · Korn · Moleneind · Oudendijk · Peerenboom · Schans · Spijk · Stenenheul · Steurgat · Uppel · Vierbannen · Vijcie · 't Zand · Zandwijk

Verdwenen plaatsen: Aartswaarde · Almonde · Eemkerk · Emmikhoven · Gansoyen · Hagoort · Honswijk · Munsterkerk · Muilkerk

Noord-Brabant: Steden en dorpen in Noord-Brabant      Nederland: Provincies · Gemeenten